# Уртуйский
Уртуйский — посёлок в Оловяннинском районе Забайкальского края России. Административный центр сельского поселения «Уртуйское». Основан в 1978 году.

## География
Посёлок находится в юго-восточной части района, на расстоянии примерно 34 км (по прямой) к юго-востоку от посёлка городского типа Оловянная, административного центра района.

### Климат
Климат характеризуется как резко континентальный, с большими колебаниями средних температур зимних и летних месяцев, а также резкими колебаниями температур в течение одних суток. Среднегодовая температура воздуха составляет −1,4 °С. Абсолютный максимум температуры воздуха — 39,2 °С; абсолютный минимум — −45,5 °С. Среднегодовое количество осадков — 342 мм.

### Часовой пояс
Посёлок Уртуйский, как и весь Забайкальский край, находится в часовой зоне МСК+6. Смещение применяемого времени относительно UTC составляет +9:00.

## Население
| 2002 | 2010 | 2021 |
| ---- | ---- | ---- |
| 660  | ↘552 | ↘369 |

### Национальный состав
Согласно результатам переписи 2002 года, в национальной структуре населения русские составляли 71 % из 660 чел., буряты — 26 %.